# Stará Říše
Stará Říše (německy Altreisch) je městys v okrese Jihlava v kraji Vysočina. Žije zde 631 obyvatel. Nadmořská výška činí 587 m n. m. Nachází se 12 km jižně od Stonařova, 4 km jihozápadně od Hladova, 24 km západně od Třebíče a 2 km od Markvartic, 3,5 km severozápadně od Rozseče, 5,5 km severovýchodně od Nové Říše, 11 km východně od Telče a 2,5 km od Olšan a 4 km jihovýchodně od Nepomuk. Nejbližší železniční stanice je v Telči, pošta v místě, zdravotní obvod Nová Říše.

## Název
České Říše byla hlásková úprava obecného německého grieß (či grūß, ve starší podobě griōz) - "štěrk"; označoval se tak také rudný štěrk, jméno tedy souviselo s místní hornickou činností. Přívlastek Stará na odlišení od Nové Říše je doložen (v německé podobě) už v nejstarším známém písemném dokladu z roku 1257. V některých dokladech je podoba Hříše, což byl výsledek častého připojování H- na začátek jmen začínajících na R- (prosadilo se ve jméně blízké Hříšice stejného původu). Podoba jména v písemných pramenech: Altenrusch (1257), Reusch (1265), in antiquo Rusch (1301), Hrzuss (1353), Antiquum Rewsch (1384), Antiquo Rews (1437), Staru Rzissi (1481), v Starey Rzissy (1481), Stara Hrzisse (1528), Stará Hříše (1591), Alt Reische a Stara Risse (1633), Alt Reisch (1678, 1718, 1720), Altreusch (1751), Alt Reisch a Stara Řjsse (1846), Altreisch a Stará Říše (1872), Stará Hříše (1881), Stará Říše (1924).

## Přírodní poměry
Stará Říše leží v okrese Jihlava v Kraji Vysočina.
Geomorfologicky je oblast součástí Česko-moravské subprovincie, konkrétně Křižanovské vrchoviny a jejího podcelku Brtnická vrchovina, v jejíž rámci spadá pod geomorfologický okrsek Markvartická pahorkatina. Průměrná nadmořská výška činí 587 metrů. Nejvyšší bod o nadmořské výšce 638 metrů se nalézá severně od Staré Říše.
Městysem protéká potok Vápovka, na níž západně od Staré Říše leží rybníky Kladina, Prostřední rybník a Mlýnský rybník. Východně od městyse teče Sedlatický potok, na němž se rozkládají rybníky Malý a Velký Hruškovec. Tento potok se východně od Staré Říše vlévá do Markvartického potoka, jenž se o 600 metrů západněji vlévá do Vápovky. Jihozápadní částí katastru protéká Jechovecký potok, který na jižní hranici vtéká do Vápovky. Směrem na Olšany se nachází přírodní rezervace Jechovec, kde rostou společenstva Alnetum glutinosea s dominantní bledulí jarní.

## Historie

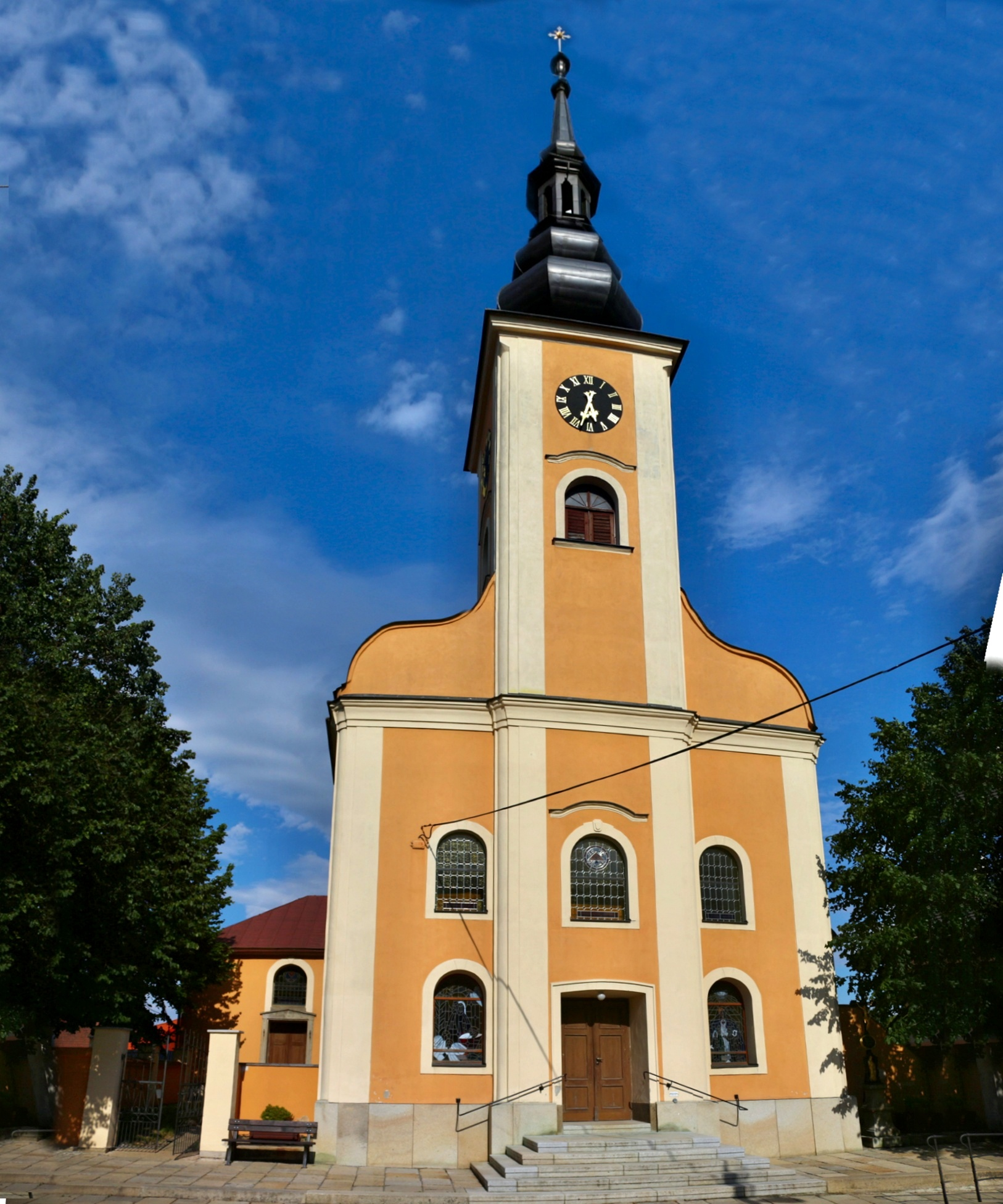
Kostel Všech svatých

První písemná zmínka o Staré Říši pochází z roku 1257, kdy se podle ní psala Ludmila z Říše, která spolu se synem Marvartem z Hrádku vedla spor s novoříšským klášterem o patronátní právo kostela ve Staré Říši. Městys leží na frekventované křižovatce, kde se dělí cesty mezi Brnem a Jindřichovým Hradcem a také Jihlavou a směrem na Vídeň. Proto se stala Stará Říše již odedávna přirozeným středem kolonizace.
V roce 1589 povýšil císař Rudolf II. obec na městečko a následně došlo k nové výstavbě domů a nové radnice. Brtničtí z Valdštejna vlastnili Starou Říši po celé 16. století až do bitvy na Bílé hoře, kdy jim bylo panství Brtnice pro činnost Zdeňka Brtnického z Valdštejna za povstání proti císaři zkonfiskováno a propadlé panství zakoupil roku 1623 Romboald hrabě Collalto a San Savatore. Ovšem v roce 1758 vypukl veliký požár, kdy vyhořela prakticky celá obec, včetně fary, kostela i radnice. Požáru unikla pouze škola a dvě stavení. Městečko pak bylo součástí brtnického panství až do roku 1849.
Podle lánového rejstříku před třicetiletou válkou bylo v městečku Staré Říši 47 usedlostí, z toho zůstalo za války osazeno 46 a 1 zpustla. Podle vceňovacího operátu žilo roku 1843 ve Staré Říši 539 obyvatel, z toho 265 mužů a 274 žen v 96 domech a 133 domácnostech. Z nich se živilo 47 zemědělstvím, 23 živnostmi, 5 obojím a 3 měli jiné zaměstnání, vedle 55 nádeníků. Desátky se odváděly panství Brtnice. Od roku 1869 k obci přísluší jako její součást vesnice Nepomuky.

### Správní začlenění obce od roku 1850[9]
Do roku 1849 byla Stará Říše součástí panství Brtnice v Jihlavském kraji. V letech 1850 až 1855 podléhala politické pravomoci podkrajského úřadu v Dačicích a v soudnictví okresnímu soudu v Telči. Po vzniku smíšených okresních úřadů s politickou a soudní pravomocí byla v letech 1855 až 1868 podřízena okresnímu úřadu v Telči. Když byly roku 1868 veřejná správa a soudnictví opět odděleny, vrátila se pod politickou pravomoc okresního hejtmanství v Dačicích, od roku 1919 okresní správu politickou a od roku 1928 okresní úřad tamtéž a v soudnictví pod okresní soud v Telči.
Po osvobození v květnu 1945 náležela pod Okresní národní výbor v Dačicích a Okresní soud v Telči až do územní reorganizace na přelomu let 1948 a 1949, kdy připadla pod správní okres Třešť a v jeho rámci pod nově vzniklý Jihlavský kraj. Při další územní reorganizaci v polovině roku 1960 byla připojena pod správní okres Jihlava a Jihomoravský kraj až do zrušení Okresního úřadu v Jihlavě koncem roku 2002. V roce 1976 byla pod Starou Říši připojena obec Sedlatice a roku 1986 obec Markvartice. Od roku 2003 spadá jako samostatná obec pod pověřený městský úřad v Telči v samosprávném kraji Vysočina.
Od 23. ledna 2007 byl obci vrácen status městyse.

### Hospodářský vývoj obce do současnosti[9]
Ve 2. polovině 19. a v 1. polovině 20. století se většina obyvatelstva obce živila zemědělstvím. V roce 1900 byla výměra hospodářské půdy městečka 1729 ha. V roce 1908 zde bylo založeno Lnářské družstvo pro Starou Říši a okolí s tírnou lnu. K roku 1911 se uvádí živnosti: 4 bednáři, 2 hostinští, 1 kolář, 3 kováři a podkováři, 2 mlynáři, 5 obchodníků s dobytkem, smíš. zbožím, máslem, zeleninou a vejci, 2 obuvníci, 1 pekař, 1 pilař, 1 prodejce galanterního zboží, 1 řezník, 1 sedlář, 1 skladník piva, 1 sklenář, 2 truhláři. V obci byl od roku 1895 c. k. poštovní úřad. K roku 1924 zde pak působil lesní revír velkostatku Brtnice Collaltů, Spořitelní a záloženský spolek pro Starou Říši a okolí, zaps. spol. s r. o., Lnářské družstvo pro Starou Říši a okolí, zaps. spol. s r. o., poštovní a telegrafní úřad, četnická stanice, živnosti: 1 bednář, 3 hostinští, 2 koláři, 3 kováři a podkováři, 3 krejčí a švadleny, 1 mlynář s pilou, 9 obchodníků se smíš. zbožím a potravinami, 3 obuvníci, 1 pekař, 1 řezník, 1 sedlář, 5 stolařů, 37 hosp. rolníků. Na Vápovce samota Čížovský mlýn. Městečko bylo elektrifikováno připojením na síť ZME Brno roku 1929.
JZD vzniklo roku 1950, v roce 1965 bylo s ním sloučeno JZD Olšany, roku 1974 JZD Bohuslavice a roku 1975 JZD Markvartice, čímž vzniklo JZD 9. květen Stará Říše, které v roce 1989 obhospodařovalo 2153 ha půdy. Po roce 1989 se JZD transformovalo na Zemědělskou společnost, s.r.o. a soukromé zemědělce. Nyní převládající zaměstnání: zemědělství. Po roce 1945 bylo v obci zbudováno: vodovod, kanalizace, plynofikace, mateřská škola, tělocvična, hřiště a 48 rodinných domků. Provedena byla úprava obecního úřadu, školy a hřbitova.
V květnu roku 2020 bylo oznámeno, že městys obdržel nabídku od neznámého donátora na dar 500 tisíc Kč k tomu, aby pojmenovala ulici, kde žil Ivan Martin Jirous jeho jménem.

## Obyvatelstvo
Městys s českým obyvatelstvem. V roce 1850 měl 567 obyvatel. Podle sčítání 1930 zde žilo v 169 domech 734 obyvatel. 734 obyvatel se hlásilo k československé národnosti. Žilo zde 732 římských katolíků a 1 příslušník Církve československé husitské.
| Rok            | 1869 | 1880 | 1890 | 1900 | 1910 | 1921 | 1930 | 1950 | 1961 | 1970 | 1980 | 1991 | 2001 | 2011 |
| -------------- | ---- | ---- | ---- | ---- | ---- | ---- | ---- | ---- | ---- | ---- | ---- | ---- | ---- | ---- |
| Počet obyvatel | 707  | 751  | 734  | 705  | 717  | 795  | 791  | 694  | 755  | 745  | 679  | 655  | 661  | 630  |

| Rok            | 1869 | 1880 | 1890 | 1900 | 1910 | 1921 | 1930 | 1950 | 1961 | 1970 | 1980 | 1991 | 2001 | 2011 |
| -------------- | ---- | ---- | ---- | ---- | ---- | ---- | ---- | ---- | ---- | ---- | ---- | ---- | ---- | ---- |
| Počet obyvatel | 649  | 690  | 677  | 647  | 665  | 745  | 734  | 656  | 718  | 730  | 674  | 650  | 655  | 628  |

## Správa a politika

### Místní části, členství ve sdruženích
Městys se člení na dvě místní části – Nepomuky a Stará Říše, které leží na 2 katastrálních území (pojmenované „Nepomuky na Moravě“ a „Stará Říše“) a má dvě základní sídelní jednotky – Nepomuky a Stará Říše.
Stará Říše je členem mikroregionů Telčsko a Sdružení pro likvidaci komunálního odpadu Borek a místní akční skupiny Mikroregionu Telčsko.

### Zastupitelstvo a starosta
Městys má patnáctičlenné zastupitelstvo, v čele pětičlenné rady stojí starosta Zdeněk Svoboda.
| Období    | Voliči | Účast v % | Mandáty | Výsledky                                                                    | Starosta       |
| --------- | ------ | --------- | ------- | --------------------------------------------------------------------------- | -------------- |
| 2002–2006 | 497    | 79,48     | 15      | 6 KSČM 5 SNK pro budoucnost obce 2 Sdružení nezávislých 2 KDU-ČSL           | Bohumil Jahoda |
| 2006–2010 | 513    | 65,69     | 15      | 5 SNK pro budoucnost obce 4 KSČM 4 Sdruž.pro obec S.Říše a SNK ED 2 KDU-ČSL | Zdeněk Svoboda |
| 2010–2014 | 509    | 68,96     | 15      | 5 KSČM 4 Sdružení "STAN", NK 4 SNK pro budoucnost městyse 2 KDU-ČSL         | Zdeněk Svoboda |
| 2014–2018 | 513    | 67,45     | 15      | 4 KSČM 4 Sdr. nez. kand. pro bud. měst. 4 KDU-ČSL 3 SNK PRO STAROU ŘÍŠI     | Zdeněk Svoboda |

## Hospodářství a doprava
V obci sídlí firmy Pohonné hmoty s.r.o., H.B.R. Stará Říše, družstvo, KRONES, s.r.o., Služby pro stavebnictví, družstvo, STARKON JIHLAVA CZ a.s., MAPEN s.r.o., GRISTA s.r.o., HD Auto s.r.o. a UNIPRO s.r.o. Ordinaci tu má psychiatrička a pediatr.
Obcí prochází silnice I. třídy č. 23 z Telče do Třebíče a komunikace II. třídy č. 407 z Nové Říše k silnici I. třídy č. 38. Dopravní obslužnost zajišťují dopravci ICOM transport, ČSAD Jindřichův Hradec, Tourbus, TRADO-BUS a ČSAD JIHOTRANS. Autobusy jezdí ve směrech České Budějovice, Jindřichův Hradec, Telč, Třebíč, Brno, Dačice, Nová Říše, Studená, Zadní Vydří, Jihlava, Želetava, Budeč, Znojmo, Hrotovice a Moravské Budějovice. Obcí prochází cyklistická trasa č. 5092 z Nepomuk do Rozseče.

## Školství, kultura a sport

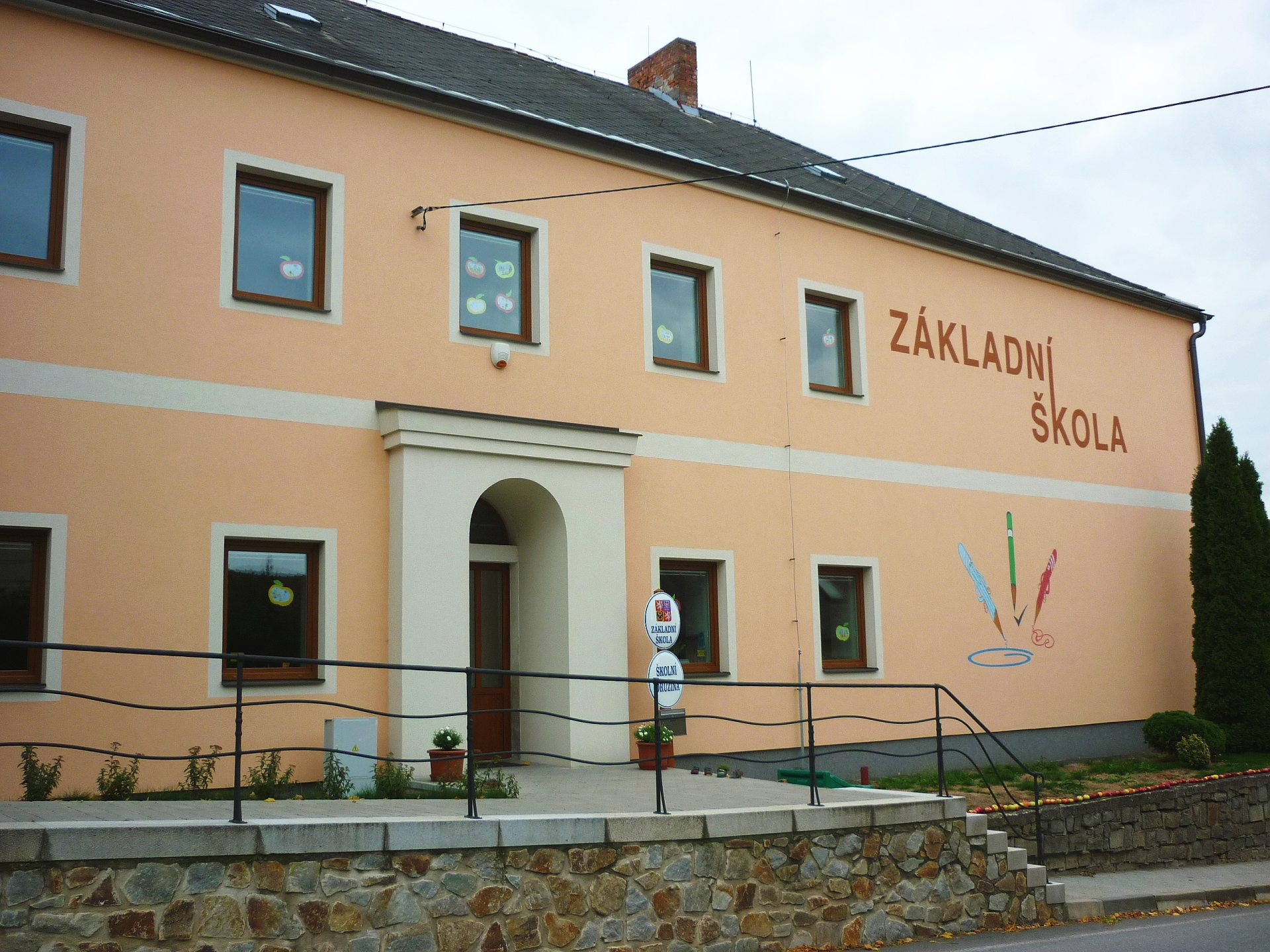
Základní škola ve Staré Říši

Zdejší škola byla při faře a nejstarší zmínka o ní je z roku 1633. Po třicetileté válce se učilo na radnici a roku 1672 je škola uváděna v obecní dřevěné chalupě. Roku 1783 bulo vybudováno bytelnější stavení pro školu školním patronem, klášterem novoříšským, za přispění vrchnosti brtnické a želetavské. Původně sem byly přiškoleny Hladov, Markvartice, Sedlatice, Svojkovice, Olšany a Veselí, od roku 1836 vyškoleny Hladov a Svojkovice, později ještě Markvartice. Roku 1850 škola rozšířena na dvoutřídní. V roce 1860 byla postavena od základů nová budova péčí kláštera, přístavba pak byla provedena roku 1903, kdy byla škola rozšířena na trojtřídní.
Nynější Základní škola a Mateřská škola Stará Říše je příspěvková organizace zřizovaná obcí Stará Říše. Základní škola má tři třídy pro 1.–5. ročník. Ve školním roce 2014/15 navštěvovalo školu 28 žáků. Dojíždějí sem též děti z Markvartic, Olšan, Sedlatic a Rozseče. Druhý stupeň žáci absolvují na základní škole v Nové Říši. Mateřská škola má kapacitu 25 dětí. Sídlí zde knihovna.
V minulosti působily ve Staré Říši tyto spolky:
- Nár. jednota pro jihozápadní Moravu (1887),
- Farní spolek Cyril (1890),
- Hasičský spolek (1892),[23]
- Spolek agrárnické mládeže (1924).

Sbor dobrovolných hasičů Stará Říše, který je pokračovatelem Hasičského spolku působí v obci dodnes.
Úspěšný je fotbalový klub FSC Stará Říše, který v sezóně 2012/13 vyhrál krajský přebor a v sezóně 2013/14 tak hraje v divizi D.

## Pamětihodnosti

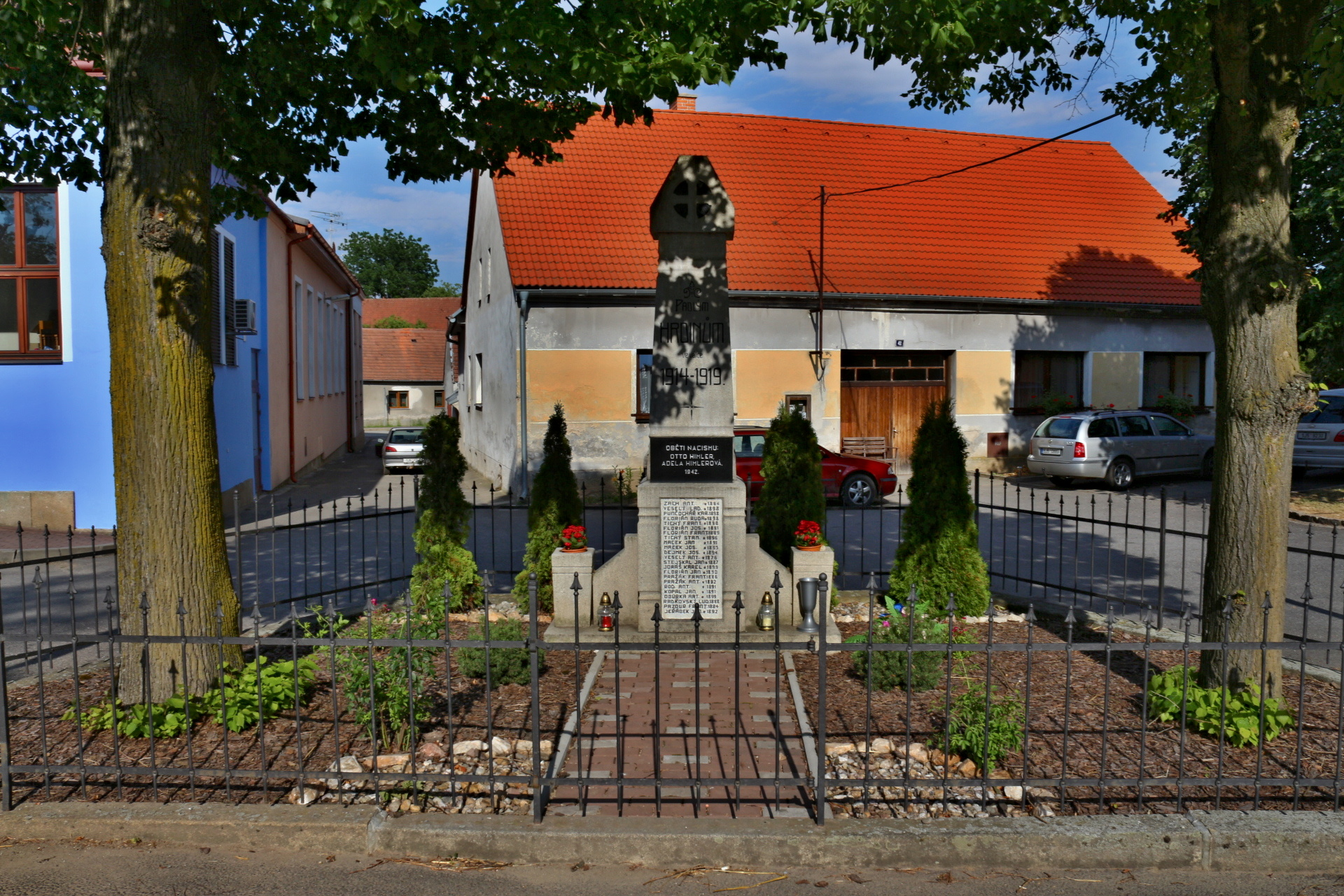
Pomník padlým

- Barokní kostel Všech svatých postavený po požáru roku 1759 na místě původního gotického kostela z konce 14. století, zasvěcený sv. Petru[9]
- U kostela netypická socha sv. Jana Nepomuckého bez tradičních atributů z roku 1898[9]
- V obci řada božích muk a poklon jako ukázky lidové tvorby z 19. století[9]
- Domy čp. 28, 29, 106 a 151 s lochy a výklenky a komorami vytesanými ve skále[9]
- Pomník padlým v první a druhé světové válce
- Na dvoře čp. 69 pamětní deska Josefa Floriana z roku 2002[9]
- Nelokalizovaná tvrz se uvádí v letech 1386–1407[9]
- V části Nepomuky pod Veselským vrchem pamětní kámen k události ze 70. let 18. století[9]
- Výklenková kaplička
- Boží muka u dvoru Kladina
- Fara

## Osobnosti
- Josef Florian (1873–1941), katolický myslitel, vydavatel a překladatel
- Ivan Martin Jirous (1944–2011), básník, v obci několik let žil[12]
- Antonín Pokorný nar. 1939, rektor ČVUT
- František Zvěřina (1920-1973), redaktor a překladatel